# ورزشگاه واسا
ورزشگاه واسا (انگلیسی: Vaasa Arena) (به فنلاندی: Vaasan Sähkö Areena) (به سوئدی: Vasa Elektriska Arena) (به انگلیسی: Vaasa Energy Arena) یک سالن چندمنظوره در واسا، فنلاند است. قبلاً به آن Kuparisaaren jäähalli (پیست یخی جزیره مس) می‌گفتند و مردم محلی اغلب در مکالمات خود از نام قدیمی آن استفاده می‌کنند. این سالن در سال ۱۹۷۱ افتتاح شد و چندین بار بازسازی و گسترش یافته است. این سالن تقریباً در سه کیلومتری (تقریباً دو مایلی) جنوب شرقی مرکز شهر واسا واقع شده است.